# Бентън (окръг, Мисисипи)
Вижте пояснителната страница за други значения на Бентън.
Окръг Бентън (на английски: Benton County) е окръг в щата Мисисипи, Съединени американски щати. Площта му е 1059 km², а населението - 8026 души (2000). Административен център е град Ашланд.